# Ilma
Ilma là một chi bướm ngày thuộc họ Bướm nâu.